# Karangpetir (Tambak)
Karangpetir is een bestuurslaag in het regentschap Banyumas van de provincie Midden-Java, Indonesië. Karangpetir telt 3890 inwoners (volkstelling 2010).